# Zatoczek skręcony
Zatoczek skręcony (Bathyomphalus contortus) – palearktyczny gatunek słodkowodnego ślimaka płucodysznego z rodziny zatoczkowatych (Planorbidae); jedyny żyjący przedstawiciel rodzaju Bathyomphalus.

## Występowanie
Zasięg jego występowania obejmuje Europę (po północną Norwegię) i Syberię. Nie jest spotykany w południowych częściach europejskich półwyspów Morza Śródziemnego. Jest gatunkiem szeroko rozprzestrzenionym, lokalnie licznym. W Polsce pospolity.
Zajmuje różnorodne siedliska płytkich zbiorników wody słodkiej (w tym zbiorniki zaporowe, starorzecza i rowy) oraz zatoki z wodami słonawymi.

## Budowa
Muszla czerwonawo brązowa, często z czarnymi lub brązowymi zeskorupieniami, delikatnie prążkowana, o wymiarach 1–2 × 3–6 mm, z 7–8 gęsto zwiniętymi skrętami i głębokim szwem. Ślimak ma ciało czarniawo ciemnoczerwone, czułki bardzo długie, a oczy małe i czarne.

## Biologia
Jaja o średnicy 0,5 mm są składane w kapsułach, z których każda ma średnicę 3 mm i zawiera 6–8 jaj. Młode wykluwają się po 10–12 dniach. Dojrzałość osiągają po 22 miesiącach.